# Jack Yeats
Jack Butler Yeats (1871-1957) foi um dos mais importantes artistas plásticos Irlandeses.

## Biografia
O estilo inicial de Yeats era basicamente o de um ilustrador e cartonista (foi ele que fez a primeira versão em banda desenhada de Sherlock Holmes em 1894). Apenas começou a trabalhar regularmente com óleo em 1906. Os seus primeiros quadros são paisagens e figuras simples e líricas, que abordam predominantemente o oeste da Irlanda, principalmente a terra da sua infância, Sligo. Existem algumas características românticas no seu trabalho.
A partir de 1920, Yeats tornou-se marcadamente expressionista, mudando-se da área da ilustração para o simbolismo. Era um simpatizante do Republicanismo irlandês, mas nunca foi politicamente activo. Contudo, ele mesmo dizia que "um pintor tem de ser parte da terra e da vida que pinta", além de que o seu próprio desenvolvimento como artista, tanto como modernista como expressionista, ajudou a articular, no campo das artes, a Irlanda moderna do século XX, ao descrever especificamente temas irlandeses numa óptica universal, abordando, por exemplo, a solidão individual ou a universalidade do sofrimento humano. Quando morreu, Samuel Beckett escreveu que "Yeats é o maior dos nossos tempos... traz luz como só os grandes ousam trazer luz ao predicamento sem tema da existência".
Os temas favoritos de Yeats incluem a paisagem (e o céu), cavalos, o circo e os saltimbancos. As suas obras iniciais distinguem-se por uma energia simples no uso da linha e da cor; as suas obras mais tardias, por um tratamento extremamente vigoroso e experimental na aplicação de pinceladas quase grosseiras. Usa frequentemente a pincelada no seu todo, aplicando a tinta numa grande variedade de formas, mostrando-se interessado no poder expressivo da cor. Apesar da sua posição como o mais importante dos artistas irlandeses do século XX, com um sucesso comercial também assinalável, não teve discípulos e nunca deixou ninguém vê-lo a trabalhar - o que ajudou a torná-lo uma figura única.  O artista que mais se aproxima do seu estilo talvez seja o seu amigo Oskar Kokoschka, um australiano.
Além da pintura, Yeats tinha um interesse significativo no teatro e na literatura. Desenhou cenários para o Abbey Theatre, onde três peças da sua autoria subiram ao palco. Escreveu romances utilizando a técnica do fluxo de consciência, tal como Joyce, além de vários ensaios. Os seus trabalhos literários incluem The Careless Flower, The Amaranthers (muito admirado por Beckett), e The Charmed Life.  As pinturas de Yeats tinham frequentemente títulos evocativos e poéticos. Era o filho mais novo do retratista irlandês John Butler Yeats, e irmão do poeta galardoado com o Nobel de Literatura, William Butler Yeats - tendo ambos desde sempre reconhecido o seu talento. De facto, o seu pai reconheceu que ele era de longe melhor pintor que ele, e acreditava que, nas suas próprias palavras, "um dia eu serei lembrado como o pai de um grande poeta, e esse poeta é Jack".
Yeats casou-se com a pintora Mary Cottenham White ('Cottie') em 1894 e foi eleito membro da Royal Hibernian Academy em 1916.